# Albert Weingartner
Albert Weingartner (* 17. Juli 1951 in Berlin) ist ein deutscher Politiker. 

## Wirken
Weingartner war 19 Jahre Mitglied in der FDP und bekleidete dort verschiedene, vor allem kommunalpolitische Funktionen. Von 2001 bis 2006 war er Fraktionsvorsitzender der FDP in der Bezirksverordnetenversammlung Tempelhof-Schöneberg von Berlin.
Der selbständige Kaufmann Weingartner war von 2006 bis 2011 Mitglied des Abgeordnetenhauses von Berlin und gehörte bis Anfang September 2010 der FDP an. Er war Sprecher der FDP-Fraktion in den Ausschüssen für Stadtentwicklung und Verkehr sowie Bauen und Wohnen. Im September 2010 erklärte er den Austritt aus der FDP und wechselte in die CDU-Fraktion. 
Für diese war er Mitglied im Ausschuss für Stadtentwicklung und Verkehr sowie Sport, Verwaltungsreform und Kommunikations- und Informationstechnik, sowie dem 2. Untersuchungsausschuss „Howoge“ im Abgeordnetenhaus von Berlin. 
Weingartner ist verheiratet und hat zwei Kinder.